# Никон (Соловьёв)
Епи́скоп Ни́кон (в миру Никола́й Петро́вич Соловьёв; 1868 — октябрь 1928, Сергиев) — епископ Русской православной церкви, епископ Сергиевский, викарий Московской епархии.

## Биография
Окончил Московскую духовную семинарию.
29 февраля (12 марта) 1892 был рукоположён в сан иерея. Одновременно состоял заведующим и законоучителем местной церковно-приходской школы. 12 (25) мая 1909 года награждён набедренником.
После смерти жены в сентябре 1910 года по собственному прошению был уволен за штат. 7 (20) ноября 1910 года в Николо-Перервинском монастыре пострижен в монашество с именем Никон. С 1 (14) сентября 1911 года состоял преподавателем Перервинского училища глухонемых. В мае 1914 года решением Святейшего Синода награждён наперсным крестом. В ноябре 1915 года был назначен ризничим монастыря.
1 ноября 1916 года назначен настоятелем Вознесенской Давидовой пустыни, в связи с чем 30 октября того же года был возведен епископом Верейским Модестом (Никитиным) в сан игумена. В 1919 году возведён в сан архимандрита.
Постановлением Патриарха Тихона и Священного Синода № 209 от 6 сентября 1923 года в Оханске Пермской епархии учреждена викарная епископская кафедра, с назначением на неё настоятеля Давидовой пустыни Московской епархии архимандрита Никона (Соловьёва), с поручением временного управления Пермской епархией. У Мануила (Лемешевского) ошибочно утверждается, что был поставлен во епископа Оханского в 1919 году.
В прошении Патриарху Тихону уполномоченного православных приходов Пермской епархии г. Оханска священника И.Окулова от 24 января 1924 года отмечалось: «с прибытием в Оханск епископа Никона „… со всех концов епархии стали слетаться к нему пастыри церквей с приговорами от своих пасомых, в которых выражалась просьба о воссоединении их с Вами, Ваше Святейшество, и в один месяц около Владыки Никона сгруппировалось около 100 приходов…“».
20 октября 1923 года был арестован содержался 3 месяца в Бутырской тюрьме. Многие приходы Пермской епархии, не хотящие следовать за обновленцами, оставшись без руководства епископа, попросили епископа Амвросия (Казанского) его принять их в своё подчинение.
Резолюция Патриарха Тихона № 47 от 25 января 1924 года в связи а арестом епископа Никона «для временного управления Пермской епархией назначен викарий Уфимской епархии — Преосвященный Марк».
С 1924 года по 1927 год — епископ Кузнецкий, викарий Томской епархии.
13 (26) марта 1928 назначен на Сергиевское викариатство Московской епархии. В тот же период был настоятелем в церкви Архангела Михаила в городе Сергиев Посад, которая располагалась в одном из самых живописных уголков города, к востоку от Троице-Сергиевой Лавры, между Лаврой и Гефсиманским скитом.
В архивно-следственном деле архимандрита Давида (Бекетова) сохранилось удостоверение о том, что 30 июля/12 августа 1928 года во время служения Литургии, епископ Никон совершил хиротонию иеродиакона Давида (Бекетова) во иеромонаха.
Из следственного дела его сына известно, епископ Никон скончался в Сергиевом Посаде в 1928 году, предположительно в октябре.